# Friderich Adolph Schleppegrell
Friderich Adolph Schleppegrell (28. juni 1792 – 26. juli 1850) blev født på Brunlaug ved Larvik i Norge som søn af generalmajor Otto Heinrich von Schleppegrell og dennes hustru Cathrine Abigael Zimmer. Han indgik ægteskab 25. juli 1828 med Johanne baronesse Juel, datter af major og baron Christian Frederik Juel af Rysensteen.
Han, Helgensen og Olaf Rye drog til Tyskland i 1815, hvor han lod sig hverve til den prøjsiske hær. Her deltog de tre venner en tid i de allieredes besættelsen af Frankrig. Herefter lod de sig ansætte i den danske hær og sluttede sig til det danske Auxillær Korps, som befandt sig i Nordfrankrig .
I 1820-1842 gjorde Schleppegrell tjeneste ved 3. Jyske Infanteriregiment i Aalborg som kaptajn og major. Byen hædrede i 1879 hans indsats med en statue i Kildeparken.
Schleppegrell er især kendt for sin indsats i Treårskrigen, hvor han ved krigsudbruddet i 1848 som oberst fik kommandoen over venstre flankekorps. På baggrund af sin indsats blev han udnævnt til generalmajor i 1848.
Med denne titel blev han chef for 2. armedivision, der indledte angrebet ved Isted 25. juli 1850. Han blev hårdt såret under ledelsen af angrebet ved Øvre Stolk og døde næste morgen i Flensborg af sine sår. Der er flere versioner af hans død. Den følgende af oberstløjtnant C. E. J Bülow (1814 - 1890) var en af de sidste, der var i nærheden af general Schleppegrell i hans sidste timer.
Dette er hans beretning om Schleppegrells død:
| Citat | Generalen ville med sin stab, dvs. mig, løjtnanterne Gustav Carstensen, Gerlach, W. Dahl og nogle ordonnanser, ride fra marken ind på vejen, da han opdagede, at en kanon var efterladt og omringet af fjendtlige jægere. Hos Schleppegrell kunde der ikke være tale om overvejelse, hvorvidt forsøget på at generobre en kanon var nyttigt. Kun æren, kun tanken om, at fjenden ustraffet skulde tilegne sig en slig trofæ, var ham nok. Han gav befaling til den deling dragoner, der fulgte efter kolonnen, at gøre omkring og angribe fjenden. Ordren blev kun langsomt efterkommet, formodentlig af mangel på tid, thi afstanden var alt ej så ringe og vejen var smal. I hvert fald synes tiden Schleppegrell for lang, især fordi en fjendtlig kæde nærmede sig vores flanke. Da var det at Schleppegrell trak sin sabel og med få ord, men mere endnu med et kast med hovedet og ved at pege på kanonen, opfordrede sit følge at angribe fjenden. I næste øjeblik sås divisionsgeneralen i spidsen for sin stab og med ordonnanserne galoperende imod de fjendtlige jægere, der aldeles slående af skræk, krøb under og bag kanonen med fældet gevær, men uden at affyre et skud. Angrebet kunne naturligvis ej have noget resultat, men den vidner om generalens ridderlige ånd mod og fortjener vel at erindres. Jeg er vis på, at de få, der var ham nær i det øjeblik, ligesom jeg, følte sig stolte af at påvirkes af og kunne følge en sådan fører. Efter forsøget fulgte Schleppegrell roligt efter kolonnen, der gik til Isted. Men under angrebet havde fjenden nærmet sig vores venstre flanke, og da vi nu på vejen nu nærmede os denne kæde, var det at generalen truffen af en kugle. Jeg var ham aldeles nær på venstre side da han segnede af hesten med et ”Fremad!” på læben og jeg hørte fra det øjeblik derefter intet ord fra ham. For at hans lig ikke skulle falde i fjendehænder, standsede jeg og søgte forgæves at bringe nogle infanterister, der fulgte kolonnen til at tage liget med sig. Efter et kort ophold blev jeg selv såret knap 50 skridt fra det sted hvor Schleppegrell lå. Jeg blev herefter fanget af jægerne og båret på deres geværer. Da vi passerede generalens afsjælede legeme bad jeg mine bærere om at standse for at se til ham. En insurgentunderofficer, gik hen til ham og erklærede generalen dø og sagde: ” Ach ein schöner alter Mann” og det med rette, thi der var en forklaret tilfredshed over hans ansigt, som bevidstheden om at have udført sit ridderløfte måtte give. Underofficeren trak generalens ur frem, og jeg oprørtes over denne handling, da jeg mente, at det var for at tilegne sig det. Men han så på uret og sagde: ”Eben 6½ uhr” (så vidt jeg erindrer) og stak det på sin plads igen. | Citat |
|       | |       |

Otto Vaupel skrev flere bøger om krigen 1848 til 50. Oberst Büllows beretning var ikke med i hans lille bog fra 1875 om slaget ved Isted, men først i hans næste bog fra 1888, der omhandlede begge de slesvigske krige. Der er andre versioner som ikke bringes her, idet denne er en førstehånds beretning.
Hans fald er også omtalt i N.F.S. Grundtvigs "Kiærminde-Vise", ("Det var en sommermorgen" (1850)), om Slaget på Isted Hede, hvor det hedder:
"Der faldt den gamle 'Nordmand'
den djærve Sleppegrell.
Han regned meer ei Kugler,
end Hagl det haarde Fjeld!"